# Martin Unfried

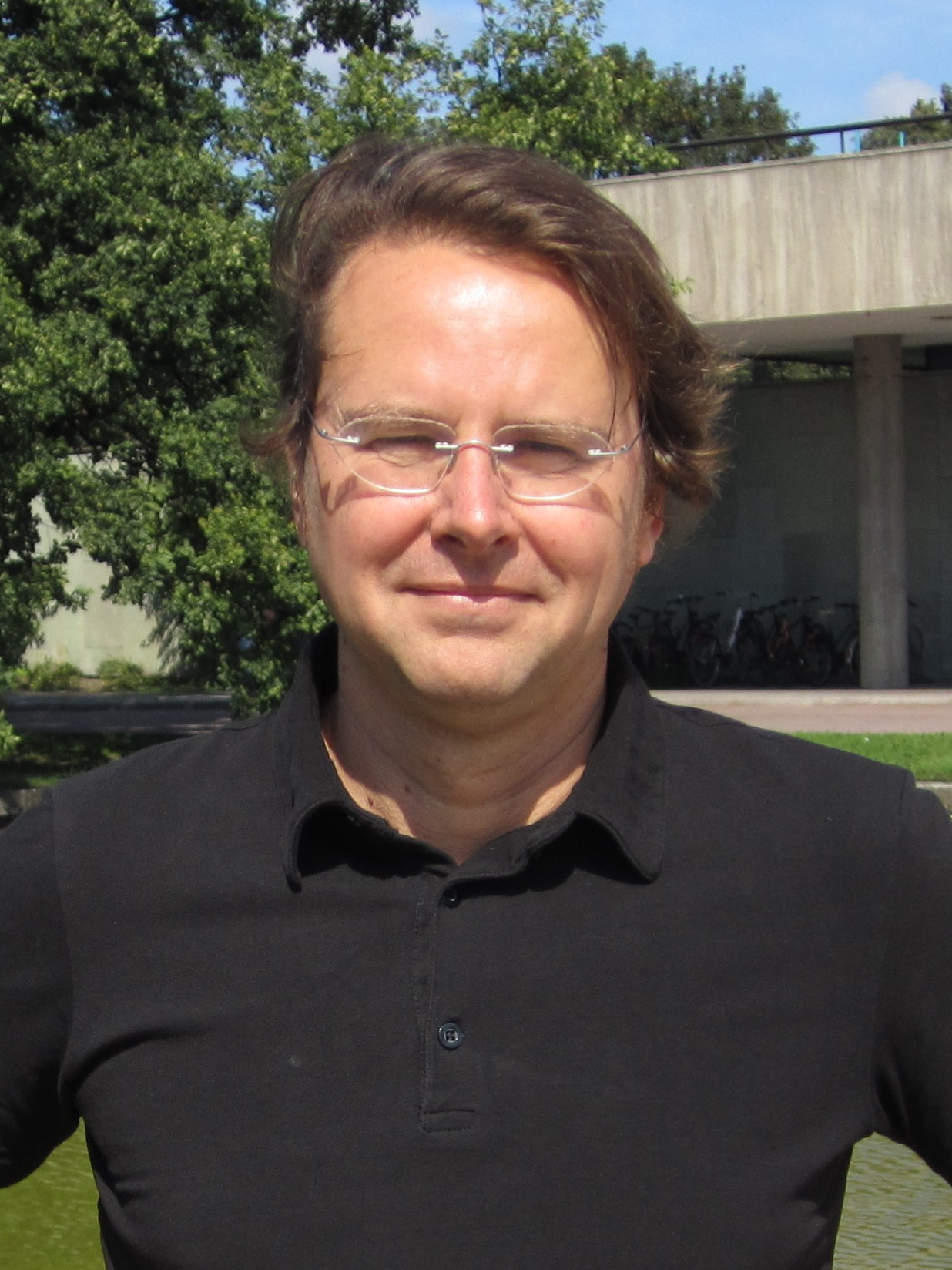
Martin Unfried 2011

Martin Unfried (* 1966 in Ellwangen) ist ein deutscher Politologe und Kolumnist.

## Leben und Beruf
Martin Unfried wuchs in Stimpfach in Baden-Württemberg auf. Nach dem Abitur studierte Unfried Politik- und Theaterwissenschaften an der Friedrich-Alexander-Universität Erlangen-Nürnberg in Erlangen. Während des Studiums arbeitete er als freier Radio- und Fernsehjournalist für Radio Z in Nürnberg und den Bayerischen Rundfunk. Seine berufliche Laufbahn begann er an der Universität Erlangen-Nürnberg als wissenschaftlicher Mitarbeiter.
Nach einem Forschungsaufenthalt am „Europäischen Institut für Öffentliche Verwaltung“ (EIPA) in Maastricht war er seit 1997 am EIPA als Dozent tätig. Während seiner EIPA-Tätigkeit beschäftigte sich Unfried auch mit Fragen des grenzüberschreitenden Arbeitens.
Seit 2016 arbeitet Martin Unfried auch an der Universität Maastricht. 2019 wurde Unfried Projektleiter an der Universität Maastricht am neu gegründeten „Institute for Transnational and Euregional Cross-Border Cooperation and Mobility“ (ITEM).
Martin Unfried lebt in Maastricht mit seiner Frau und seinen beiden Kindern. Sein Bruder ist der Journalist Peter Unfried.

## Veröffentlichungen zu Aspekten der Umwelt- und Klimapolitik
Neben seinem Hauptberuf schreibt Unfried Artikel, Kommentare und heitere Kolumnen zu emotionalen und gesellschaftlichen Aspekten der Umwelt- und Klimapolitik. Er hält sich für den Erfinder des Ökotainment.

### Artikel und Kommentare
In unregelmäßigen Abständen schreibt er für:
- Die Tageszeitung (taz)[11]
- zeozwei / taz.FUTURZWEI[12]
- Klimaretter.info[13] / Klimareporter[14]

„Für Elektromobilität wie für Erneuerbare gilt also: Die Ausrede [nicht dahin wechseln zu können] existiert so lange, bis ein Pionier kommt und sie zertrümmert. Die wirklichen Pioniere im politischen Sinn sind die […] jungen Leute von ›Fridays for Future‹. Sie haben die deutsche ›Ausredengesellschaft‹ überraschend heftig aufgemischt.“

### Kolumnen
Von 2006 bis 2011 erschien Unfrieds Kolumne Ökosex – „die einzige Kolumne mit einer Band“ – in der Printausgabe der Tageszeitung und auf taz.de. Seit Juli 2011 erscheint sie unregelmäßig auf blogs.taz.de.
Diese Kolumnenbeiträge wurden teilweise auch auf den Webseiten des Umweltverbandes BUND, des Bundes der Energieverbraucher, des SaarKurier Online , von Franz Alt (Sonnenseite) und der Nachhaltigkeitsplattform Utopia.de sowie auf Unfrieds Homepage oekotainment.eu veröffentlicht.
Ihm wurde 2007 von Eurosolar der Deutsche Solarpreis für seine Kolumne Ökosex in der Tageszeitung taz verliehen.
Seit 2008 schreibt er für die Zeitschrift fairkehr, das Mitgliedermagazin des Verkehrsclubs Deutschland (VCD), regelmäßig die Kolumne fairkehrt.

## Bücher
- mit Christoph Demmke: Umweltpolitik zwischen Brüssel und Berlin. Ein Leitfaden für die deutsche Umweltverwaltung. EIPA (European Institute of Public Administration), Maastricht 2000, ISBN 90-6779-141-5.

## Auszeichnungen
- 2007 Deutscher Solarpreis in der Kategorie Medien[25]